# باشگاه فوتبال ویتاکر یونایتد
ویتاکر یونایتد (به انگلیسی:Waitakere United) یک باشگاه فوتبال از کشور نیوزیلند است که در ویتاکر سیتی قرار دارد. این باشگاه هم‌اکنون در مسابقات قهرمانی فوتبال نیوزیلند حضور دارد.
این باشگاه در سال ۲۰۰۴ میلادی تأسیس شده است.
ویتاکر یونایتد در سال‌های ۲۰۰۷ و ۲۰۰۸ موفق شد به مقام قهرمانی در لیگ قهرمانان اقیانوسیه دست یابد. این تیم همچنین در سال‌های ۲۰۱۰ و ۲۰۱۳ به مقام نایب قهرمانی در این مسابقات نیز رسید.
ویتاکر یونایتد در تاریخ ۷ دسامبر ۲۰۰۷ در بازی پلی‌آف مسابقات جام باشگاه‌های جهان ۲۰۰۷ به مصاف تیم سپاهان رفت و در این دیدار با نتیجهٔ سه بر یک شکست خورد و از دور مسابقات کنار رفت.